# Quasipaa
A Quasipaa a kétéltűek (Amphibia) osztályába, a békák (Anura) rendjébe és a  Dicroglossidae családjába tartozó nem.

## Elterjedése
A nembe tartozó fajok kelet- és délkelet-Ázsiában honosak, Kína keleti és délkeleti területeitől Thaiföldig és Kambodzsáig.

## Rendszerezés
A Quasipaa nemet eredetileg a Paa nem alfajaként írták le. Később önálló faj lett, a molekoláris filogenetikai vizsgálat megerősítette a monofiletikus csoportba tartozását.
A nembe az alábbi fajok tartoznak:
- Quasipaa acanthophora Dubois & Ohler, 2009
- Quasipaa boulengeri (Günther, 1889)
- Quasipaa courtoisi (Angel, 1922)
- Quasipaa delacouri (Angel, 1928)
- Quasipaa exilispinosa (Liu & Hu, 1975)
- Quasipaa fasciculispina (Inger, 1970)
- Quasipaa jiulongensis (Huang & Liu, 1985)
- Quasipaa shini (Ahl, 1930)
- Quasipaa spinosa (David, 1875)
- Quasipaa verrucospinosa (Bourret, 1937)
- Quasipaa yei (Chen, Qu & Jiang, 2002)